# SS Montevideo Maru
La SS Montevideo Maru è stata una nave passeggeri/cargo della compagnia giapponese Osaka Shosen Kaisha (OSK) che fu affondata dalla United States Navy durante la seconda guerra mondiale, provocando l'annegamento di 1.054 australiani, sia prigionieri di guerra che civili, che venivano trasportati da Rabaul a Hainan, in quello che è considerato il peggior disastro marittimo nella storia dell'Australia. Prima della guerra la nave operava come nave passeggeri e mercantile, viaggiando principalmente tra il Giappone e il Brasile trasportando emigranti giapponesi.

## Storia
La Montevideo Maru era una delle tre navi (insieme alla Santos Maru e alla La Plata Maru) della compagnia di navigazione Osaka Shosen Kaisha (OSK) costruite per il servizio transpacifico verso il Sud America. La nave da 7.267 tonnellate fu costruita presso il cantiere navale Mitsubishi Zosen Kakoki Kaisha a Nagasaki e varata nel 1926.
Con 430 piedi (130 metri) di lunghezza e 56 piedi (17 m) di larghezza, era alimentata da due motori diesel a sei cilindri Mitsubishi- Sulzer 6ST60 che erogavano un totale di 4.600 cavalli (3.400 kilowatt) e viaggiava a una velocità di 14,5 nodi (26,9 chilometri all'ora; 16,7 miglia all'ora).

### Servizio durante la seconda guerra mondiale
La Montevideo Maru partecipò alla battaglia dello Stretto di Makassar, dal 6 al 16 febbraio 1942. Completò una serie di missioni di trasporto prima di essere affondata.

### Affondamento
Il 22 giugno 1942, alcune settimane dopo la cattura di Rabaul per mano dei giapponesi, molti prigionieri australiani dell'unità Laek Force (la guarnigione dell'isola) furono imbarcati sulla Motevideo Maru. La nave diresse quindi dal porto di Rabaul senza scorta verso l'isola cinese di Hainan, quando il 30 giugno fu avvistata dal sommergibile statunitense USS Sturgeon vicino alla costa settentrionale delle Filippine.
Lo Sturgeon la inseguì, ma non fu in grado di fare fuoco poiché il bersaglio viaggiava a 17 nodi. La Montevideo Maru rallentò però a circa 12 nodi (22 km/h) a mezzanotte, secondo il membro dell'equipaggio Yoshiaki Yamaji perché doveva incontrarsi con una scorta di due cacciatorpediniere. Ignaro del fatto che trasportava prigionieri di guerra alleati e civili, lo Sturgeon lanciò quattro siluri contro la Montevideo Maru prima dell'alba del 1º luglio, provocando l'affondamento della nave in soli 11 minuti. Secondo Yamaji, gli australiani in acqua cantarono Auld Lang Syne ai loro compagni intrappolati nella stiva mentre la nave affondava.. L'affondamento è considerato il peggior disastro marittimo nella storia dell'Australia: un elenco nominale reso disponibile dal governo giapponese nel 2012 rivelò che un totale di 1.054 prigionieri (178 sottufficiali, 667 soldati e 209 civili) morirono sulla Montevideo Maru.. All'affondamento della nave sopravvissero circa venti giapponesi, su un totale di 88 tra guardie e membri dell'equipaggio.
Tra i prigionieri scomparsi vi furono:
- Harold Page, vice amministratore della Nuova Guinea e fratello del primo ministro australiano Earle Page.[6]
- Il reverendo Syd Beazley della missione metodista, zio del futuro leader del partito laburista australiano Kim Beazley.[7]
- Tom Vernon Garrett, nonno del cantante dei Midnight Oil e ministro del governo Peter Garrett.
- 22 musicisti dell'Esercito della Salvezza, la maggior parte dei quali membri della banda della Cittadella di Brunswick.[8] I musicisti si erano arruolati insieme e costituivano la maggior parte della banda del 2/22 battaglione.

## Ricerca e ritrovamento del relitto
Alla fine del gennaio 2010, il parlamentare Stuart Robert inviò all'allora primo ministro australiano Kevin Rudd una richiesta per sostenere la ricerca del relitto della Montevideo Maru, nello stesso modo in cui aveva sostenuto la ricerca dell'AHS Centaur.
Nell'aprile 2023, il relitto della Montevideo Maru venne scoperto a una profondità di oltre 4000 metri nel Mar Cinese Meridionale. Il primo ministro australiano Anthony Albanese dichiarò di sperare che la notizia potesse portare «una misura di conforto ai propri cari che hanno tenuto una lunga veglia».

## Memoriali
Un memoriale a coloro che persero la vita è stato eretto presso il Repatriation Hospital a Melbourne in Australia. Un memoriale alla Montevideo Maru venne eretto vicino al centro dell'Australian Ex-Prisoners of War Memorial a Ballarat. Un servizio di commemorazione si tennne all'inaugurazione del memoriale nel febbraio 2004.
La canzone In the Valley dall'album Earth and Sun and Moon della band pop/rock australiana Midnight Oil si apre con il verso autobiografico «Mio nonno è andato giù con il Montevideo/Il Sol Levante lo ha mandato a riposare».

## Controversie

### Cause dei decessi
Alcuni studiosi si sono chiesti se alcuni o tutti i prigionieri della Lark Force fossero a bordo della nave o se, invece, non fossero stati massacrati a Rabaul prima della partenza della nave. Altri studiosi credono invece che alcuni degli australiani siano sopravvissuti al naufragio, solo per morire in seguito. Dei sopravvissuti giapponesi conosciuti, l'unico mai interrogato fu l'ex marinaio mercantile Yoshiaki Yamaji: in un'intervista del 2003 a The 7:30 Report dichiarò che gli era stato detto che alcuni dei prigionieri di guerra erano stati salvati e portati a Kōbe.
Il veterano Albert Speer, che prestò servizio in Nuova Guinea, crede che i sopravvissuti siano stati trasportati sull'isola di Sado, solo per morire pochi giorni prima del lancio delle bombe atomiche sul Giappone. Il professor Hank Nelson ritiene tuttavia improbabile che una nave giapponese si sarebbe fermata per salvare i prigionieri con un sommergibile ostile nelle vicinanze.
La guarnigione di Rabaul venne descritta come un «agnello sacrificale» dal biografo David Day. La Lark Force fu lasciata senza rinforzi e fu istruita a non ritirarsi in accordo con la politica ufficiale del Gabinetto di Guerra dell'epoca riguardo alle piccole guarnigioni. Ad Harold Page, l'alto funzionario governativo del territorio, fu ordinato di evacuare solo i civili "non necessari" e gli fu negato il permesso di evacuare tutto il personale amministrativo. Page fu elencato tra quelli uccisi sulla Montevideo Maru.

### Numero di vittime
È stato storicamente difficile determinare un numero definitivo di morti. Ancora nel 2010, il ministro australiano per il personale della difesa, Alan Griffin, dichiarò che «non esiste una cifra assolutamente confermata». L'elenco dei morti australiani del 1945 dell'ufficiale dell'esercito australiano maggiore Harold S Williams andò perduto, insieme all'elenco giapponese originale scritto in Katakana da cui era stato compilato; a ciò si aggiungono le difficoltà forensi nel recupero dei resti persi in mare.
Nel 2012, il governo giapponese consegnò migliaia di documenti relativi ai prigionieri di guerra al governo australiano; tra questi vi era il manifesto di carico della Montevideo Maru, che conteneva i nomi di tutti gli australiani a bordo. La traduzione del manifesto venne pubblicata nel giugno 2012, confermando un totale di 1.054 australiani di cui 845 provenivano dalla Lark Force.
La nuova traduzione corresse un errore storico di lunga data circa il numero di civili che affondarono con la nave: furono 209 e non 208 come si pensava in precedenza. Questa fu dovuto non al conteggio di una vittima aggiuntiva, ma piuttosto dal fatto che il numero storicamente tramandato era semplicemente impreciso.
Le fonti continuano a contraddirsi a vicenda per quanto riguarda il numero di membri dell'equipaggio giapponese sopravvissuti. Alcuni rapporti indicano 18 sopravvissuti, uno dei quali morì poco dopo, altre fonti indicano che 17 marinai giapponesi e tre guardie sopravvissero.